# Regionalna Dyrekcja Lasów Państwowych w Radomiu

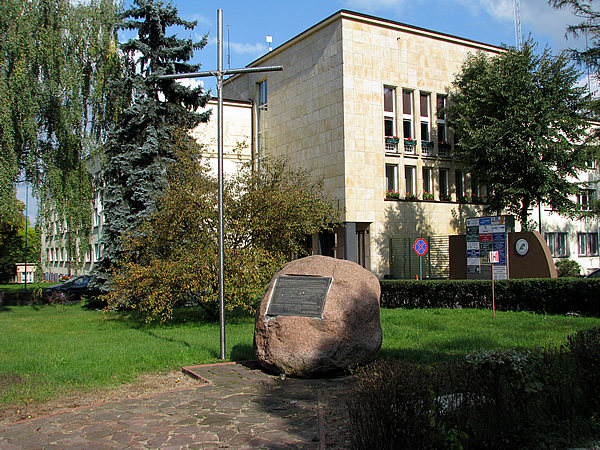
Gmach Regionalnej Dyrekcji Lasów Państwowych w Radomiu

Regionalna Dyrekcja Lasów Państwowych w Radomiu – jedna z 17 Regionalnych Dyrekcji Lasów Państwowych w Polsce. 

## Charakterystyka
Dyrekcja została utworzona w 1880 roku (Okręgowy Urząd Leśny w Radomiu) wraz z dyrekcjami w Suwałkach i Piotrkowie Trybunalskim. Jednak ciągłość istnienia zachowana jest tylko w dyrekcji radomskiej, co oznacza, że jest ona najstarszą taką instytucją w Polsce.
RDLP w Radomiu jest obecnie jedną z 17 dyrekcji regionalnych i nadzoruje nadleśnictwa zarządzające lasami państwowymi o powierzchni 325 tys. ha. Jej obszar działania obejmuje południową część województwa mazowieckiego oraz całe województwo świętokrzyskie. 
Instytucja urzęduje w gmachu przy ul. 25 Czerwca wzniesionym w 1938 roku, który w 2014 roku ze względu na wysokie wartości historyczne i architektoniczne został wpisany do rejestru zabytków. Historię prowadzenia gospodarki leśnej w regionie oraz budynku radomskiej dyrekcji LP można poznać odwiedzając salę historii leśnictwa radomsko-kieleckiego utworzoną w siedzibie leśników.
Lasy na obszarze RDLP zarządzane są przez 23 nadleśnictwa: Barycz, Chmielnik, Dobieszyn, Grójec, Jędrzejów, Kielce, Kozienice, Łagów, Marcule, Nadleśnictwo Ostrowiec Świętokrzyski, Pińczów, Przysucha, Radom, Ruda Maleniecka, Starachowice, Staszów, Stąporków, Skarżysko, Suchedniów, Włoszczowa, Zagnańsk i Zwoleń.
Średnia lesistość RDLP w Radomiu wynosi ok. 26%. Lasy rosną tu na obszarze ok. 462 tys. ha. Zaliczają się one do niezwykle cennych obszarów przyrodniczych w kraju. Ze względu na unikatowy charakter prawie 57% ich powierzchni objętych jest ochroną. Ponadto znajduje się tu 86 rezerwatów przyrody o łącznej powierzchni ponad 5 tys. ha i 509 obiektów uznawanych za pomniki przyrody. W zasięgu terytorialnym RDLP w Radomiu funkcjonuje Świętokrzyski Park Narodowy oraz 11 parków krajobrazowych. 
Radomscy leśnicy profesjonalnie pielęgnują lasy, czego dowodem jest posiadany od 2003 roku certyfikat FSC – Dobrej Gospodarki Leśnej i Kontroli Pochodzenia Produktu. Stanowi on zapewnienie, że prowadzona na terenie RDLP w Radomiu gospodarka leśna zapewnia trwałość i ochronę zasobów leśnych. Kupując produkty drewniane oznaczone certyfikatem FSC można mieć pewność, że pochodzą one z lasu zarządzanego zgodnie z dobrem przyrody, a także dobrem żyjących na jego terenie społeczności.
RDLP w Radomiu jest pierwszą dyrekcją w strukturach Lasów Państwowych, która otrzymała certyfikat PEFC. PEFC jest unikalnym systemem zawierającym wymagania dotyczące gospodarki leśnej zdefiniowane i ustanowione przez Ministerialną Konferencję Ochrony Lasów w Europie (Programme for Endorsement of Forest Certification).
Radomska dyrekcja jest głównym dostawcą surowca drzewnego w regionie. Przeciętna, roczna wielkość pozyskania i sprzedaży drewna wynosi ok. 1,6 mln m³.
Regionalna Dyrekcja Lasów Państwowych w Radomiu to również jeden z największych pracodawców w regionie. W jednostkach radomskiej dyrekcji znajduje zatrudnienie ponad 1200 osób. Ponadto szacuje się, że działalność usługowa na rzecz sektora leśnego i przemysłu drzewnego kreuje dodatkowo miejsca pracy dla ponad 6 tys. osób.
Na terenie RDLP w Radomiu funkcjonują dwa Leśne Kompleksy Promocyjne: LKP „Puszcza Kozienicka” i LKP „Puszcza Świętokrzyska”. W ramach LKP leśnicy promują zrównoważoną gospodarkę leśną, wspierają badania naukowe i prowadzą edukację leśną społeczeństwa. Na szczególną uwagę zasługuje też Centrum Edukacji Przyrodniczej im. Biskupa Jana Chrapka w Marculach, utworzone na terenie zarządzanym przez Nadleśnictwo Marcule. W jego skład wchodzi m.in. arboretum i izba przyrodniczo – leśna oraz zagroda edukacyjna „Nasze Zwierzęta” i skansen maszyn. Jedną z większych atrakcji w regionie radomskim na terenie Puszczy Kozienickiej w Nadleśnictwie Kozienice jest zabudowa turystyczna na terenie ścieżki dydaktycznej „Królewskie Źródła” – drewniane pomosty wzdłuż rzeki Zagożdżonki z tarasem widokowym i zabudowanym podestem do obserwacji ptaków oraz parking z wiatami i miejscami na ognisko. W regionie świętokrzyskim w Nadleśnictwie Kielce funkcjonuje Ośrodek Edukacji Leśnej, w którym można obejrzeć interaktywną ekspozycję dotyczącą przyrody charakterystycznej dla Puszczy Świętokrzyskiej, a także zagrożeń lasu i gospodarki leśnej.
W 2021 Dyrekcja została laureatem nagrody honorowej „Świadek Historii” przyznanej przez Instytut Pamięci Narodowej.